# Пиксли (Калифорнија)
Пиксли (енгл. Pixley) насељено је место без административног статуса у америчкој савезној држави Калифорнија.

## Демографија
По попису из 2010. године број становника је 3.310, што је 724 (28,0%) становника више него 2000. године.
| Група             | 2000.         | 2010.         |
| Белци             | 627 (24,2%)   | 502 (15,2%)   |
| Афроамериканци    | 109 (4,2%)    | 90 (2,7%)     |
| Азијати           | 5 (0,2%)      | 16 (0,5%)     |
| Хиспаноамериканци | 1.763 (68,2%) | 2.675 (80,8%) |
| Укупно            | 2.586         | 3.310         |